# Eesti Laul 2022
La quattordicesima edizione dell'Eesti Laul si è svolta dal 20 novembre 2021 al 12 febbraio 2022 e ha selezionato il rappresentante dell'Estonia all'Eurovision Song Contest 2022 a Torino, in Italia.
Il vincitore è stato Stefan con Hope.

## Organizzazione
L'emittente estone Eesti Rahvusringhääling (ERR) ha confermato la partecipazione dell'Estonia all'Eurovision Song Contest 2022 il 27 agosto 2021, annunciando inoltre l'organizzazione della 14ª edizione dell'Eesti Laul per selezionare il proprio rappresentante. Il 2 settembre 2021 l'emittente ha dato la possibilità agli aspiranti partecipanti di inviare i propri brani entro il 20 ottobre dello stesso anno. È stata prevista anche una tassa di partecipazione in base alla lingua del brano: 50 euro per i brani in lingua estone e 100 euro per i brani in lingua straniera.
Il festival si è articolato in sette spettacoli in totale: quattro show sono dedicati ai quarti di finale, da 10 partecipanti ciascuno, che si sono svolti presso gli studi televisivi Eesti Televisioon (ETV) di Tallinn nel periodo di novembre-dicembre 2021, seguiti da due semifinali da 10 partecipanti ciascuna il 3 e 5 febbraio 2022, e la finale il successivo 12 febbraio.
In ogni quarto di finale il voto del pubblico ha decretato i primi 3 classificati da far accedere alle semifinali, a cui si sono aggiunti 2 artisti selezionati dalla giuria d'esperti. In entrambe le semifinali il voto combinato dei giurati e del pubblico ha decretato i primi 8 classificati; un secondo round di votazione, basato unicamente sul televoto, ha selezionato gli ultimi 2 finalisti. Per quanto riguarda il sistema di voto nella finale, si è mantenuto quello delle edizioni precedenti: giuria e televoto hanno deciso i primi 3 classificati nella prima fase, e il solo voto del pubblico ha decretato il vincitore nel secondo round.

### Giurie
La giuria d'esperti nazionale, che ha avuto diritto di voto durante i quarti di finale e le semifinali, è stata composta da:
- Andres Puusepp, conduttore radiofonico;
- Bert Järvet, cantautore;
- Egert Milder, cantautore;
- Kadri Koppel, cantante ed insegnante di canto;

- Olav Osolin, giornalista;
- Sissi Nylia Benita, cantante;
- Synne Valtri, cantante e compositrice;
- Vaido Pannel, disc jockey.

La giuria internazionale, che ha avuto diritto di voto durante la finale, è stata composta da:
- Emily Griggs, produttrice televisiva;
- Mr Lordi, cantante e vincitore dell'Eurovision Song Contest 2006 come parte dei Lordi;
- Natalie Horler, cantante e rappresentante della Germania all'Eurovision Song Contest 2013 come parte dei Cascada;
- Marta Cagnola, giornalista;
- Audrius Giržadas, presentatore televisivo e radiofonico;

- Marin Sutton, compositore e produttore;
- Jonathan Perkins, compositore e produttore;
- Scarlet Keys, professoressa di composizione musicale;
- Lotta Furebäck, coreografa del Melodifestivalen;
- Per Sunding, musicista e produttore;
- Lörnic Bublo, compositore e produttore.

## Partecipanti
ERR ha selezionato i 40 partecipanti fra le 202 proposte ricevute, che sono stati annunciati ciclicamente ogni lunedì, cinque giorni prima dei rispettivi quarti di finale.
| Artista                              | Titolo               | Lingua           | Compositori                                                                                    |
| ------------------------------------ | -------------------- | ---------------- | ---------------------------------------------------------------------------------------------- |
| Alabama Watchdog                     | Move On              | Inglese          | Ken Einberg, Taaniel Pogga, Sven Seinpere                                                      |
| An-Marlen                            | Lõpuks muutub        | Estone           | Ingel Marlen Mikk, Sander Sadam, Alvar Antson                                                  |
| Andrei Zevakin feat. Grete Paia      | Mis nüüd saab        | Estone           | Andrei Zevakin, Henry Orlov, Grete Paia                                                        |
| Anna Sahlene                         | Champion             | Inglese          | Anna Sahlene, Nicklas Ecklund, Dagmar Oja, Kaire Vilgats                                       |
| Ariadne                              | Shouldn't Be Friends | Inglese          | Liina Ariadne Pedanik, Martti Hallik, Sofi Meronen, Aleksi Liski                               |
| Black Velvet                         | Sandra               | Estone           | Sven Lõhmus                                                                                    |
| Boamadu                              | Mitte kauaks         | Estone           | Peeter Priks, Keith Mutvei                                                                     |
| Delulu                               | Music Saved My Soul  | Inglese          | Taavi Paomets, Mairo Marjamaa, Inga Tislar                                                     |
| Desiree                              | Siiani               | Estone           | Hannes Agur Vellend, Desiree Mumm, Kretel Kopra                                                |
| Dramanda                             | Tule minu sisse      | Estone           | Amanda Hermiine Künnapas, Hendrik Põlluste                                                     |
| Eleryn Tiit                          | Tunnete keel         | Estone           | Karl Killing, Gevin Niglas, Eleryn Tiit, Aron Blom                                             |
| Elina Netšajeva                      | Remedy               | Inglese          | Sven Lõhmus                                                                                    |
| Elysa                                | Fire                 | Inglese          | Linnea Deb, Ellen Benediktson, Andreas Stone, Elisa Kolk, Indrek Rahumaa                       |
| Emili J.                             | Quicksilver          | Inglese          | Vallo Kikas, Emili Jürgens, Ani Nnebedum, Aleksanteri Hulkko                                   |
| Evelin Samuel                        | Waterfall            | Inglese          | Glen Pilvre, Priit Pajusaar, Katrin Pärn                                                       |
| Fiona and Me                         | Feel like This       | Inglese          | Fiona and Me                                                                                   |
| Frants Tikerpuu & Triin Niitoja      | Laululind            | Estone           | Frants Tikerpuu                                                                                |
| Goodreason                           | Three Days Ago       | Inglese          | Hele-Mai Mängel                                                                                |
| Helen                                | Vaata minu poole     | Estone           | Karl Killing, Gevin Niglas, Merili Käsper, Helen Randmets                                      |
| Jaagup Tuisk                         | Kui vaid             | Estone           | Jaagup Tuisk, Rita Bavanati, Lauri Räpp                                                        |
| Jessica                              | My Mom               | Inglese          | Steven Ilves, Jessica Rohelpuu                                                                 |
| Jyrise                               | Plaksuta             | Estone           | Rauno Jürise, Tuomas Lehtinen, Mairo Virolainen, Sander Valge                                  |
| Kaia-Liisa Kesler                    | Vaikus               | Estone           | Kaarel Orumägi, Kaia-Liisa Kesler                                                              |
| Kéa                                  | Everytime            | Inglese          | Andrei Zevakin, Ketter Orav                                                                    |
| Lauri Pihlap                         | Take Me Home         | Inglese          | Lauri Pihlap                                                                                   |
| Levvis                               | Let's Talk About     | Inglese          | Aleksei Barudzin                                                                               |
| Little Mess                          | Hea päev             | Estone           | Timo Vendt, Tanja Mihhailova-Saar, Andra Teede                                                 |
| Maian                                | Meeletu              | Estone, spagnolo | Maian Lomp, Gevin Niglas                                                                       |
| Meisterjaan                          | Vahel lihtsalt       | Estone           | Jaan Tätte Juunior                                                                             |
| Merilin Mälk                         | Little Girl          | Inglese          | Karl-Ander Reismann                                                                            |
| Minimal Wind feat. Elisabeth Tiffany | What to Make of This | Inglese          | Paula Pajusaar, Taavi-Hans Kõlar, Elisabeth Tiffany Lepik, Ralf Erik Kollom                    |
| Ott Lepland                          | Aovalguses           | Estone           | Ott Lepland, Maian Anna Kärmas, Karl-Ander Reismann                                            |
| Peter Põder                          | Koos lõpuni          | Estone           | Peter Põder, Karl-Ander Reismann, Raul Krebs                                                   |
| Púr Múdd & Shira                     | Golden Shores        | Inglese          | Madis Sillamo, Oliver Rõõmus, Joonatan Siiman, Kasper Krogh Vestergaard, Nikolaj Tøth Andersen |
| Shira                                | Under Water          | Inglese          | Marika Rodionova, Kristi Raias, Johannes Laas                                                  |
| Silver Jusilo                        | Elu rüpes            | Estone           | Silver Jusilo                                                                                  |
| Stefan                               | Hope                 | Inglese          | Stefan Airapetjan, Karl-Ander Reismann                                                         |
| Stig Rästa                           | Interstellar         | Inglese          | Stig Rästa, Fred Krieger, Victor Crone, Herman Gardarfve, David Lingren Zacharias              |
| Traffic                              | Kaua veel            | Estone           | Karl Killing, Andreas Poom, Fred Krieger, Silver Laas, Vallo Kikas                             |
| Wiiralt                              | Kuradile             | Estone           | Hendrik Sal-Saller, Martin Saaremägi                                                           |

## Quarti di finale
I quarti di finale si sono tenuti in quattro serate dal 20 novembre all'11 dicembre 2021 e hanno visto competere 10 partecipanti ciascuno per cinque posti per puntata nelle semifinali. Il voto è stato suddiviso in due round: nel primo il voto del pubblico ha selezionato tre brani che hanno avuto accesso direttamente alle semifinali, mentre nel secondo il voto della giuria d'esperti ha selezionato altri due brani, tra i sette esclusi, da mandare in semifinale.

### Primo quarto
Il primo quarto di finale si è tenuto il 20 novembre 2021 presso gli studi televisivi di ERR ed è stato presentato da Tanel Padar e Eda-Ines Etti.
Ad accedere alle semifinali sono stati Jaagup Tuisk, Stig Rästa, Maian, i Boamadu ed Evelin Samuel.
     Qualificato del televoto
     Qualificato della giuria
| #  | Artista       | Titolo         | Giuria | Televoto | Televoto |
| -- | ------------- | -------------- | ------ | -------- | -------- |
| 1  | Traffic       | Kaua veel      | 4      | 501      | 6        |
| 2  | Jaagup Tuisk  | Kui vaid       | 1      | 434      | 9        |
| 3  | Kéa           | Everytime      | 9      | 401      | 10       |
| 4  | Fiona and Me  | Feel like This | 5      | 440      | 8        |
| 5  | Peter Põder   | Koos lõpuni    | 8      | 736      | 5        |
| 6  | Stig Rästa    | Interstellar   | 3      | 1 422    | 2        |
| 7  | Maian         | Meeletu        | 2      | 445      | 7        |
| 8  | Little Mess   | Hea päev       | 7      | 1 048    | 4        |
| 9  | Boamadu       | Mitte kauaks   | 6      | 1 544    | 1        |
| 10 | Evelin Samuel | Waterfall      | 10     | 1 188    | 3        |

### Secondo quarto
Il secondo quarto di finale si è tenuto il 27 novembre 2021 presso gli studi televisivi di ERR ed è stato presentato da Uku Suviste e Tanja Mihhailova-Saar.
Ad accedere alle semifinali sono stati Kaia-Liisa Kesler, Helen, Jyrise, Andrei Zevakin feat. Grete Paia e Frants Tikerpuu & Triin Niitoja.
     Qualificato del televoto
     Qualificato della giuria
| #  | Artista                         | Titolo           | Giuria | Televoto | Televoto |
| -- | ------------------------------- | ---------------- | ------ | -------- | -------- |
| 1  | Wiiralt                         | Kuradile         | 5      | 595      | 8        |
| 2  | Desiree                         | Siiani           | 10     | 811      | 5        |
| 3  | Silver Jusilo                   | Elu rüpes        | 9      | 773      | 6        |
| 4  | Kaia-Liisa Kesler               | Vaikus           | 1      | 576      | 9        |
| 5  | Helen                           | Vaatu minu poole | 7      | 1 134    | 3        |
| 6  | Jyrise                          | Plaksuta         | 2      | 466      | 10       |
| 7  | An-Marlen                       | Lõpuks muutub    | 4      | 605      | 7        |
| 8  | Andrei Zevakin feat. Grete Paia | Mis nüüd saab    | 6      | 1 545    | 1        |
| 9  | Meisterjaan                     | Vahel lilhtsalt  | 8      | 839      | 4        |
| 10 | Frants Tikerpuu & Triin Niitoja | Laululind        | 3      | 1 514    | 2        |

### Terzo quarto
Il terzo quarto di finale si è tenuto il 4 dicembre 2021 presso gli studi televisivi di ERR ed è stato presentato da Laura Põldvere e Ott Lepland.
Ad accedere alle semifinali sono stati Stefan, Elina Netšajeva, Merilin Mälk, Anna Sahlene e gli Alabama Watchdog.
     Qualificato del televoto
     Qualificato della giuria
| #  | Artista          | Titolo              | Giuria | Televoto | Televoto |
| -- | ---------------- | ------------------- | ------ | -------- | -------- |
| 1  | Stefan           | Hope                | 4      | 2 050    | 1        |
| 2  | Delulu           | Music Saved My Soul | 3      | 280      | 10       |
| 3  | Goodreason       | Three Days Ago      | 9      | 387      | 9        |
| 4  | Elina Netšajeva  | Remedy              | 7      | 1 310    | 2        |
| 5  | Lauri Pihlap     | Take Me Home        | 10     | 598      | 5        |
| 6  | Levvis           | Let's Talk About    | 5      | 512      | 8        |
| 7  | Merilin Mälk     | Little Girl         | 1      | 553      | 6        |
| 8  | Anna Sahlene     | Champion            | 8      | 827      | 3        |
| 9  | Alabama Watchdog | Move On             | 2      | 529      | 7        |
| 10 | Shira            | Under Water         | 6      | 739      | 4        |

### Quarto quarto
L'ultimo quarto di finale si è tenuto l'11 dicembre 2021 presso gli studi televisivi di ERR ed è stato presentato da Jüri Pootsmann e Getter Jaani.
Ad accedere alle semifinali sono stati i Púr Múdd & Shira, Elysa, i Minimal Wind feat. Elisabeth Tiffany, Ott Lepland e i Black Velvet.
     Qualificato del televoto
     Qualificato della giuria
| #  | Artista                              | Titolo               | Giuria | Televoto | Televoto |
| -- | ------------------------------------ | -------------------- | ------ | -------- | -------- |
| 1  | Púr Múdd & Shira                     | Golden Shores        | 3      | 925      | 5        |
| 2  | Elysa                                | Fire                 | 4      | 1 046    | 3        |
| 3  | Minimal Wind feat. Elisabeth Tiffany | What to Make of This | 2      | 731      | 6        |
| 4  | Dramanda                             | Tule minu sisse      | 9      | 243      | 10       |
| 5  | Emily J.                             | Quicksilver          | 8      | 353      | 9        |
| 6  | Ott Lepland                          | Aovalguses           | 1      | 1 207    | 2        |
| 7  | Eleryn Tiit                          | Tunnete keel         | 6      | 600      | 7        |
| 8  | Jessica                              | My Mom               | 10     | 416      | 8        |
| 9  | Ariadne                              | Shouldn't Be Friends | 5      | 956      | 4        |
| 10 | Black Velvet                         | Sandra               | 7      | 1 771    | 1        |

## Semifinali
Le semifinali si sono svolte in due serate, il 3 e il 5 febbraio 2022, e hanno visto competere 10 partecipanti ciascuno per i cinque posti per puntata destinati per la finale. Il voto è stato suddiviso in due round: il voto combinato del pubblico e della giuria d'esperti ha selezionato quattro brani che hanno avuto direttamente in finale, mentre nel secondo il voto del pubblico ha scelto un ulteriore brano, tra i sette esclusi, da mandare in finale.

### Prima semifinale
La prima semifinale si è tenuta il 3 febbraio 2022 presso la Saku Suurhall di Tallinn ed è stata presentata da Maarja-Liis Ilus e Priit Loog. L'ordine di uscita è stato reso noto il 27 gennaio 2022. Dopo essere risultate positive al virus COVID-19, Elysa e Merilin Mälk hanno preso parte al concorso con i videoclip ufficiali dei brani Fire e Little Girl.
Ad accedere alla finale sono stati Elysa, Andrei Zevakin feat. Grete Paia, Stig Rästa, Ott Lepland ed Elina Netšajeva.
     Qualificato dal primo round di voto della giuria e televoto
     Qualificato dal secondo round di solo televoto
| #  | Artista                         | Titolo           | Primo round | Primo round | Primo round | Primo round | Primo round | Primo round | Secondo round | Secondo round |
| #  | Artista                         | Titolo           | Giuria      | Giuria      | Televoto    | Televoto    | Totale      | Posizione   | Televoto      | Posizione     |
| -- | ------------------------------- | ---------------- | ----------- | ----------- | ----------- | ----------- | ----------- | ----------- | ------------- | ------------- |
| 1  | Elysa                           | Fire             | 77          | 6           | 5 206       | 12          | 18          | 1           | –             | –             |
| 2  | Helen                           | Vaata minu poole | 13          | 1           | 1 773       | 7           | 8           | 8           | 375           | 5             |
| 3  | Andrei Zevakin feat. Grete Paia | Mis nüüd saab    | 54          | 5           | 2 521       | 10          | 15          | 2           | –             | –             |
| 4  | Alabama Watchdog                | Move On          | 52          | 4           | 566         | 1           | 5           | 10          | 395           | 4             |
| 5  | Merilin Mälk                    | Little Girl      | 78          | 7           | 1 058       | 2           | 9           | 7           | 1 772         | 2             |
| 6  | Stig Rästa                      | Interstellar     | 92          | 12          | 1 149       | 3           | 15          | 3           | –             | –             |
| 7  | Frants Tikerpuu & Triin Niitoja | Laululind        | 43          | 2           | 1 207       | 5           | 7           | 9           | 360           | 6             |
| 8  | Kaia-Liisa Kesler               | Vaikus           | 90          | 10          | 1 155       | 4           | 14          | 5           | 1 212         | 3             |
| 9  | Elina Netšajeva                 | Remedy           | 50          | 3           | 2 414       | 8           | 11          | 6           | 2 091         | 1             |
| 10 | Ott Lepland                     | Aovalguses       | 89          | 8           | 1 667       | 6           | 14          | 4           | –             | –             |

### Seconda semifinale
La seconda semifinale si è tenuta il 5 febbraio 2022 presso la Saku Suurhall di Tallinn ed è stata presentata da Maarja-Liis Ilus e Priit Loog. L'ordine di uscita è stato reso noto il 27 gennaio 2022. Dopo essere risultati positivi al virus COVID-19, i Minimal Wind feat. Elisabeth Tiffany hanno preso parte al concorso con il videoclip ufficiale del brano What to Make of This.
Ad accedere alla finale sono stati i Black Velvet, Jaagup Tuisk, Stefan, Anna Sahlene e i Minimal Wind feat. Elisabeth Tiffany.
     Qualificato dal primo round di voto della giuria e televoto
     Qualificato dal secondo round di solo televoto
| #  | Artista                              | Titolo               | Primo round | Primo round | Primo round | Primo round | Primo round | Primo round | Secondo round | Secondo round |
| #  | Artista                              | Titolo               | Giuria      | Giuria      | Televoto    | Televoto    | Totale      | Posizione   | Televoto      | Posizione     |
| -- | ------------------------------------ | -------------------- | ----------- | ----------- | ----------- | ----------- | ----------- | ----------- | ------------- | ------------- |
| 1  | Jyrise                               | Plaksuta             | 40          | 2           | 417         | 1           | 3           | 10          | 585           | 6             |
| 2  | Maian                                | Meeletu              | 78          | 7           | 1 221       | 3           | 10          | 6           | 1 153         | 3             |
| 3  | Boamadu                              | Mitte kauaks         | 43          | 3           | 1 686       | 6           | 9           | 7           | 887           | 4             |
| 4  | Evelin Samuel                        | Waterfall            | 20          | 1           | 1 227       | 4           | 5           | 9           | 1 245         | 2             |
| 5  | Black Velvet                         | Sandra               | 56          | 6           | 2 261       | 8           | 14          | 3           | –             | –             |
| 6  | Púr Múdd & Shira                     | Golden Shores        | 48          | 4           | 1 079       | 2           | 6           | 8           | 839           | 5             |
| 7  | Jaagup Tuisk                         | Kui vaid             | 87          | 8           | 1 269       | 5           | 13          | 4           | –             | –             |
| 8  | Minimal Wind feat. Elisabeth Tiffany | What to Make of This | 54          | 5           | 1 700       | 7           | 12          | 5           | 1 357         | 1             |
| 9  | Stefan                               | Hope                 | 116         | 12          | 4 752       | 12          | 24          | 1           | –             | –             |
| 10 | Anna Sahlene                         | Champion             | 96          | 10          | 2 583       | 10          | 20          | 2           | –             | –             |

## Finale
La finale si è tenuta il 12 febbraio 2022 presso la Saku Suurhall di Tallinn ed è stata presentata da Maarja-Liis Ilus, Priit Loog e Jüri Pootsmann. L'ordine di uscita è stato reso noto il 7 febbraio 2022.
In seguito alla somma delle votazioni Elysa, i Minimal Wind feat. Elisabeth Tiffany e Stefan hanno avuto accesso alla superfinale, dove il televoto ha proclamato Stefan con Hope vincitore della manifestazione.
| #  | Artista                              | Titolo               | Punteggio | Punteggio | Punteggio | Punteggio | Punteggio | Posizione |
| #  | Artista                              | Titolo               | Giuria    | Giuria    | Televoto  | Televoto  | Totale    | Posizione |
| -- | ------------------------------------ | -------------------- | --------- | --------- | --------- | --------- | --------- | --------- |
| 1  | Elina Netšajeva                      | Remedy               | 43        | 1         | 2 862     | 4         | 5         | 8         |
| 2  | Andrei Zevakin feat. Grete Paia      | Mis nüüd saab        | 55        | 4         | 5 147     | 5         | 9         | 6         |
| 3  | Jaagup Tuisk                         | Kui vaid             | 48        | 2         | 1 577     | 1         | 3         | 10        |
| 4  | Elysa                                | Fire                 | 66        | 7         | 14 747    | 10        | 17        | 3         |
| 5  | Ott Lepland                          | Aovalguses           | 62        | 6         | 2 426     | 3         | 9         | 7         |
| 6  | Stig Rästa                           | Interstellar         | 53        | 3         | 2 284     | 2         | 5         | 9         |
| 7  | Minimal Wind feat. Elisabeth Tiffany | What to Make of This | 101       | 12        | 7 699     | 8         | 20        | 2         |
| 8  | Stefan                               | Hope                 | 85        | 10        | 19 641    | 12        | 22        | 1         |
| 9  | Anna Sahlene                         | Champion             | 69        | 8         | 5 668     | 6         | 14        | 4         |
| 10 | Black Velvet                         | Sandra               | 56        | 5         | 7 463     | 7         | 12        | 5         |

### Superfinale
| # | Artista                              | Titolo               | Televoto | Televoto | Posizione |
| - | ------------------------------------ | -------------------- | -------- | -------- | --------- |
| 1 | Elysa                                | Fire                 | 3 929    | 6,87%    | 3         |
| 2 | Minimal Wind feat. Elisabeth Tiffany | What to Make of This | 17 587   | 30,75%   | 2         |
| 3 | Stefan                               | Hope                 | 35 681   | 62,38%   | 1         |

## Ascolti
| Puntata           | Messa in onda    | Telespettatori | Rating | Note   |
| ----------------- | ---------------- | -------------- | ------ | ------ |
| Quarti di finale  | 20 novembre 2021 | 147 000        | 12,40% | [ 26 ] |
| Quarti di finale  | 27 novembre 2021 | 169 000        | 14,20% | [ 27 ] |
| Quarti di finale  | 4 dicembre 2021  | 131 000        | 11,10% | [ 28 ] |
| Quarti di finale  | 11 dicembre 2021 | 142 000        | 12,00% | [ 29 ] |
| Semifinali        | 3 febbraio 2022  | 177 000        | 15,00% | [ 30 ] |
| Semifinali        | 5 febbraio 2022  | 171 000        | 14,50% | [ 30 ] |
| Finale (1ª parte) | 12 febbraio 2022 | 205 000        | 17,40% | [ 31 ] |
| Finale (2ª parte) | 12 febbraio 2022 | 240 000        | 20,30% | [ 31 ] |
| Media             | Media            | 173 000        | 14,60% |        |